# Рудзенко (Мінський повіт)
Рудзенко (пол. Rudzienko) — село в Польщі, у гміні Добре Мінського повіту Мазовецького воєводства.
Населення — 325 осіб (2011).
У 1975-1998 роках село належало до Седлецького воєводства.

## Демографія
Демографічна структура станом на 31 березня 2011 року:
|          | Загалом | Допрацездатний вік | Працездатний вік | Постпрацездатний вік |
| -------- | ------- | ------------------ | ---------------- | -------------------- |
| Чоловіки | 167     | 37                 | 105              | 25                   |
| Жінки    | 158     | 32                 | 89               | 37                   |
| Разом    | 325     | 69                 | 194              | 62                   |